# Pró-hormônio
Um pró-hormônio refere-se a um precursor comprometido de um hormônio, normalmente tendo um efeito hormonal mínimo por si próprio, mas sim circulando na corrente sanguínea como um hormônio em uma forma inativada, pronto para ser "ligado" (ativado) posteriormente por uma modificação pós-traducional. O termo tem sido usado na ciência médica desde o meio do século XX. Exemplos de pró-hormônios humanos naturais incluem a pró-insulina e a pró-opiomelanocortina.
Para hormônios peptídeos, o processo de conversão de pró-hormônio para hormônio (pró-proteína para proteína) ocorre normalmente após a exportação para o retículo endoplasmático e muitas vezes precisa de várias enzimas de processamento. Amilina, que é consagrada com a pró-insulina, o que exige os três fatores acima e um amidante monooxigenase. Apesar de comumente mal descrita como tal, a vitamina D3 não é um exemplo de um pró-hormônio ou um hormônio. A palavra pró-hormônio tem sido tomada em um novo significado devido à presença de medicamentos orais específicos criados para afetar os níveis de hormônios de atletas. Para moléculas pequenas de hormônio, a conversão é muitas vezes de um passo, e são frequentemente usadas para regular os níveis hormonais.